# Ruta de Rhode Island 110
La Ruta de Rhode Island 110, y abreviada R.I. 110 (en inglés: Rhode Island Route 110) es una carretera estatal estadounidense ubicada en el estado de Rhode Island. La carretera inicia en el Sur desde la  US 1     en South Kingstown hacia el Norte en la  Ruta 138     en South Kingstown. La carretera tiene una longitud de 11,3 km (7 mi).

## Mantenimiento
Al igual que las autopistas interestatales, y las rutas federales y el resto de carreteras estatales, la Ruta de Rhode Island 110 es administrada y mantenida por el Departamento de Transporte de Rhode Island por sus siglas en inglés RIDOT.

## Cruces
La Ruta de Rhode Island 110 es atravesada principalmente por la Wordens Pond Road en South Kingstown.